# Bongi Makeba
Bongi Makeba, född 20 december 1950 i Sydafrika, död 1985, var en sydafrikansk sångare och låtskrivare. Hon var det enda barnet till Miriam Makeba och hennes första man, James Kubay.
Makeba spelade bara in ett soloalbum, Bongi Makeba, Blow On Wind (pläne-records), innan hon dog i barnsäng 1985, varpå hon begravdes i Conakry, Guinea. Vissa av hennes sånger tillkom senare sin mors repertoar. Tillsammans med sin amerikanske make Nelson Lee gjorde hon under mitten av 1970-talet två 7"-inspelningar: "Bongi and Nelson" med två soulsånger med arrangemang av George Butcher: "That's the Kind of Love" och "I Was So Glad" (France: Syliphone SYL 533) & "everything for my love" samt "do you remember malcom " (France: Syliphone SYL 532).
Makeba hade tre barn: Nelson Lumumba Lee, Zenzi Monique Lee, och en son som dog kort efter födseln.

## Diskografi
- Blow On Wind (1980; Germany: pläne – 88234)
- Miriam Makeba & Bongi (1975; LP with Miriam Makeba; Guinea: Editions Syliphone Conakry SLP 48)